# Bon Iver
Bon Iver — американський інді-фолк колектив з Фол Крик, Вісконсин. Склад гурту сформований у 2007 році зусиллями Джастіна Вернона. Назва колективу походить з французького виразу bon hiver («файна зима»).
2007 року колектив, бувши незалежними артистами, випустив свій дебютний студійний альбом — For Emma, Forever Ago, велика частина якого була записана Верноном в ізольованому приміщенні на північному заході штату Вісконсин. Згодом група перемогла у двох номінаціях «Греммі»: «Відкриття року» і «Найкращий альтернативний альбом року».

## Історія
Після розпаду гурту DeYarmond Edison, розлучення з дівчиною і боротьби з мононуклеозом Джастін Вернон виїхав з м. Ролі й повернувся у Вісконсин, щоб провести майбутні зимові місяці в лісовому будиночку свого батька на півночі штату. За словами музиканта, саме в цей час йому вперше спав на думку псевдонім «Bon Iver»: прикутий до ліжка з мононуклеозом, він почав дивитися телесеріал «Північна сторона» на DVD; в одній серії показана група жителів Аляски, які виходять з будинків під час першого снігопаду і бажають один одному «доброї зими» (фр. bon hiver).
Спочатку Вернон не збирався складати або записувати музику, а радше хотів оговтатися від подій минулого року. Зрештою записи стали з'являтися протягом цього очисного періоду ізоляції. Незадовго до свого відходу музикант допомагав гурту The Rosebuds зробити кілька записів, і мав із собою основні звукозаписні пристрої. Вернон грав на всіх інструментах під час запису, і кожна пісня була сильно оброблена з великою кількістю накладень. Спочатку він складав мелодію без слів і, слухаючи її знову і знову, писав слова відповідно до звучання окремих частин мелодії. В інтерв'ю Вернон розповів, як був записаний альбом: «У мене був дуже легкий набір інструментів, основний невеликий звукозаписний набір: Sm57 і стара гітара Silvertone. У мене були старі барабани, залишені братом... і інші дрібниці, які я зробив чи знайшов».
Цей запис ледь не вийшов і спочатку призначався як збірка демо, що розішлють на лейбли і згодом перезапишуть. Але, отримавши дуже втішні відгуки від кількох друзів, Вернон вирішив самостійно випустити пісні в їхньому нинішньому стані. За словами менеджера Кайла Френетта, перший тираж альбому склав 500 компакт-дисків, 17 з них були відправлені пресі, головним чином музичним блогам. Уперше альбом помітив блог My Old Kentucky в червні 2007 року. Подальшу популярність він здобув у жовтні того ж року завдяки вельми позитивному відгуку впливового незалежного інтернет-видання Pitchfork. Ці згадки, своєю чергою, призвели до виступу Вернона на торгово-виставковому фестивалі CMJ Music Marathon того ж місяця. Усе це викликало неабиякий інтерес з боку лейблів, і, як Френетт пізніше розповів HitQuarters, надалі велися переговори з безліччю різних звукозаписних компаній, як незалежних, так і великих. Вони вирішили підписати контракт з інді-лейблом Jagjaguwar, оскільки ідеали цієї компанії були найближчі до їхніх власних. Укладення контракту було підтверджено 29 жовтня.
Офіційний реліз альбому For Emma, Forever Ago відбувся на Jagjaguwar на початку 2008 року. Вернон заявив, що буде продовжувати створювати альбоми без техніків і продюсерів, тому що здатний зробити все сам. У цей час альбом був розміщений на соціальному медіасайті Virb.
21 червня 2011 року вийшов другий студійний альбом, названий за іменем гурту, а 30 листопада колектив був номінований на «Греммі» в чотирьох категоріях: «Кращий новий виконавець», «Кращий альбом альтернативної музики» за диск Bon Iver і у двох категоріях за пісню «Holocene» — «Пісня року» і «Запис року». Колектив був нагороджений у перших двох номінаціях на 54-ій церемонії «Греммі».

## Дискографія

### Студійні альбоми
- For Emma, Forever Ago (2008)
- Bon Iver (2011)
- 22, A Million (2016)
- I, I (2019)
- Sable, Fable (2025)

### Мініальбоми
- Blood Bank (2009)
- iTunes Session (2012)